# 显脉石韦
显脉石韦（学名：Pyrrosia princeps）为水龙骨科石韦属下的一个种。

## 扩展阅读
- 維基物種上的相關：显脉石韦